# 目黒正武
目黒 正武（めぐろ まさたけ、1953年 - ）は世界遺産アカデミー・世界遺産検定事務局主任研究員。

## 経歴
神奈川県出身、明治大学商学部卒業。旅行会社に就職後、国内、海外の多くの世界遺産で現地経験を積む。2005年7月NPO法人 世界遺産アカデミーに参加。2011年青山学院大学非常勤講師。
各地の企業、学校、生涯学習センター等で世界遺産講座の講師を務める。

## 著書
- 世界遺産検定2007公式出題解説&問題集
- 世界遺産検定公式基礎ガイド2008年版、2009年版

## 監修
- 世界遺産検定公式テキスト2009年版
- はじめて学ぶ 世界遺産100
- 世界遺産検定公式ガイド300

## 出演

### テレビ
- 知りたがり!（2011年5月9日、フジテレビ） - 世界遺産解説
- そうだったのか!学べるニュース（2011年6月15日、テレビ朝日） - 世界遺産解説

### ラジオ
- 谷五郎の心に効くラジオ（2009年～毎週火曜日、ラジオ関西） - 「谷五郎と行く世界遺産漫遊記」で世界遺産の解説
- PLATOn（2010年5月27日、J-WAVE） - コーナー“世界遺産を哲学する”に出演